# Gran Mezquita de Cirebon
La Gran Mezquita de Cirebon ( en indonesio: Masjid Agung Cirebon   ), conocida oficialmente como Masjid Agung Sang Cipta Rasa, es una de las mezquitas más antiguas de Indonesia, por no decir de las primeras. La mezquita está ubicada en el lado oeste del campo frente al Kraton Kasepuhan, Cirebon, Indonesia . Tiene un techo escalonado y es similar en estilo a la Mezquita Agung en Banten, siendo un modelo que se ve repetido por la región en más casos .